# Parc Wilhelmshöhe
El Bergpark Wilhelmshöhe és un paisatge únic a Kassel, Alemanya. L'historiador d'art Georg Dehio (1850-1932), inspirador de la disciplina moderna de preservació històrica, descriu el parc com "possiblement la combinació més grandiosa de paisatge i arquitectura que el barroc va gosar en qualsevol lloc" (vielleicht das Grandioseste, was irgendwo der Barock in Verbindung von Architektur und Landschaft gewagt hat).
Està inscrit a la llista del Patrimoni de la Humanitat de la UNESCO el 2013.